# Municipio de Upper Nazareth
El municipio de Upper Nazareth  (en inglés: Upper Nazareth Township) es un municipio ubicado en el condado de Northampton en el estado estadounidense de Pensilvania. En el año 2000 tenía una población de 4.426 habitantes y una densidad poblacional de 233 personas por km².

## Geografía
El municipio de Upper Nazareth se encuentra ubicado en las coordenadas 40°43′30″N 75°22′30″O / 40.72500, -75.37500.

## Demografía
Según la Oficina del Censo en 2000 los ingresos medios por hogar en la localidad eran de $55,291 y los ingresos medios por familia eran $61,298. Los hombres tenían unos ingresos medios de $42,102 frente a los $26,161 para las mujeres. La renta per cápita para la localidad era de $21,300. Alrededor del 1,7% de la población estaban por debajo del umbral de pobreza.